# Klokkarstua
Klokkarstua is een plaats in de Noorse gemeente Asker, provincie Akershus. Klokkarstua telt 593 inwoners (2007) en heeft een oppervlakte van 0,66 km².